# 国库委员会秘书处 (加拿大)
国库委员会秘书处（Treasury Board Secretariat, TBS）是加拿大国库委员会（Treasury Board）的公共服务支持机构，它为国库委员会对政府开支的管理提供建议。
根据1960年一个对政府组织进行研究的“皇家专门调查委员会”的报告（1960-1962 – Royal Commission on Government Organization, The Glassco Commission)，国库委员会秘书处主要的任务有：草拟相关管理领域的政策，并向国库委员会对于这些政策的决策提供建议；向各部门及机构传达决策并对实施提供指导；监测各部门及机构对政策的实施情况；并评估政策对应的问题是否得到解决。但是国库委员会秘书处不对政策的实施负责。
从管理层面上，国库委员会秘书处分为三个领域，分别为：财政管理，人力资源管理，信息技术管理
1. 财政管理：关于政策会计、预算控制、审计、评估、风险、预算管理、政府资产管理的政策。由总审计长办公室（Office of Comptroller General）负责，负责人士总审计长（Comptroller General）。[3]
2. 人力资源管理：关于职位分类、补贴、薪金、培训、人力资源规划以及其它大多数人力资源领域的政策。由首席人力资源官办公室(Office of Chief Human Resources Officer)负责，负责人是首席人力资源官（Chief Human Resources Officer）[4]
3. 信息技术管理：关于IT管理、IT安全、记录管理、政府信息公开、开放数据（Open Data）、隐私权、政府信息安全相关政策。由首席信息官分支负责，负责人是政府的首席信息官（Chief Information Officer）。[5]